# Acido oxolinico
L'acido oxolinico è un chemioterapico battericida appartenente alla famiglia dei chinoloni efficace nel trattamento delle infezioni acute e croniche delle vie urinarie. Il farmaco in vitro presenta un'attività antibatterica contro i Gram-negativi simile a quella dell'acido nalidixico e della cinoxacina.

## Farmacodinamica
Il meccanismo d'azione del composto si basa sul blocco della sintesi del DNA batterico e si esplica nei confronti di microorganismi Gram-negativi (Proteus, Escherichia coli, Klebsiella, Aerobacter, ed altri ancora), principali responsabili delle infezioni del tratto urinario, con MIC inferiori a 5 mg/ml (in genere oscillanti tra 0,19 e 1,5 mg/ml). 
Sfortunatamente si può sviluppare rapidamente resistenza batterica di tipo crociato con acido nalidixico. Pseudomonas aeruginosa è solitamente resistente al farmaco mentre i batteri Gram-positivi sono relativamente resistenti, sebbene sia stata verificata una certa attività nei confronti dello Staphylococcus aureus.

## Farmacocinetica
A seguito di somministrazione per via orale l'acido oxolinico viene rapidamente assorbito dal tratto gastrointestinale. La concentrazione plasmatica massima (Cmax) viene raggiunta dopo circa due ore dall'assunzione. L'emivita si aggira intorno alle 6-7 ore. 
Il farmaco viene eliminato dall'organismo lentamente, attraverso l'emuntorio renale sia in forma immodificata sia come metaboliti. Anche i metaboliti presentano attività antibatterica. Le concentrazioni plasmatiche (9 mg/ml), urinarie (67 mg/ml), renali (4,5 mg/g) e prostatiche sono ampiamente superiori alla MIC. Anche in pazienti con insufficienza renale le concentrazioni urinarie si mantengono al di sopra della MIC. L'acido oxolinico è per l'80- 85% legato alle proteine plasmatiche.

## Tossicologia
Studi sperimentali nel ratto hanno messo in evidenza una tossicità acuta dell'acido oxolinico con una DL50 pari a 5100 mg/kg peso corporeo, quando somministrato per via orale, e pari a 107 mg/kg, quando somministrato per via endovenosa.
La dose letale nel topo e nel cane, dopo somministrazione orale, è risultata superiore a 6000 e 1000 mg/kg rispettivamente.

## Usi clinici
Il farmaco viene usato per infezioni urinarie acute e croniche, primitive e secondarie, causate da germi sensibili: cistiti, pielonefriti, prostatiti, pieliti, uretriti, batteriurie asintomatiche.
È anche indicato nella prevenzione e cura delle infezioni secondarie a manovre strumentali (ad esempio cateterismo, uretroscopia, cistoscopia) e nel periodo precedente o successivo ad interventi chirurgici che coinvolgono le vie genitourinarie.

## Effetti collaterali e indesiderati
Nel corso del trattamento sono stati segnalati casi disturbi gastrointestinali (dispepsia, nausea, vomito, epigastralgia) e del sistema nervoso centrale (insonnia, vertigini, cefalea, stato confusionale), di norma reversibili nel corso del trattamento. 
Molto raramente sono state osservate reazioni da ipersensibilità quali prurito, orticaria, rash cutaneo.
 
In qualche caso sporadico sono state rilevate anomalie alle prove di funzionalità epatica con incremento di AST ed ALT, nefrolitiasi, leucopenia, eosinofilia, anemia e diminuzione della concentrazione emoglobinica, cardiopalmo, irritazione della mucosa orale, edemi agli arti. Anche tutti questi effetti si sono dimostrati reversibili.

## Controindicazioni
L'acido oxolinico non deve essere impiegato in soggetti dei quali sia nota l'ipersensibilità al farmaco o molecole chimicamente correlate.
È inoltre controindicato nei lattanti e nei soggetti con storia anamnestica di disturbi convulsivi.
Nella primissima infanzia e in età pediatrica il prodotto va somministrato solo nei casi di assoluta necessità. 
L'acido oxolinico non deve essere impiegato nelle donne che si trovino nel primo trimestre di gravidanza ed in color che allattano al seno. 
Nell'ulteriore periodo di gravidanza, il farmaco deve essere somministrato solo in caso di effettiva necessità e dopo una attenta valutazione dei benefici attesi per la madre, rapportati ai rischi potenziali per il nascituro.

## Dosi terapeutiche
Nei soggetti adulti si somministrano per via orale 750 mg di principio attivo ogni 12 ore, preferibilmente a stomaco pieno. La durata del trattamento deve prolungarsi per almeno 14 giorni. Il trattamento può essere ripetuto in caso di recidive.

## Sovradosaggio
Il sovradosaggio, accidentale o volontario, può dar luogo soprattutto a stimolazione nervosa con sintomiquali insonnia, vertigini, cefalea. Le misure terapeutiche da attuarsi sono esclusivamente sintomatiche e mirano a preservare il mantenimento delle funzioni vitali.

## Interazioni
- Nitrofurantoina: la terapia di associazione con l'acido oxolinico può antagonizzare l'attività antibatterica di quest'ultimo.
- Anticoagulanti orali (acenocumarolo, warfarin): la co-somministrazione con l'acido oxolinico può potenziare gli effetti di queste sostanze.

## Avvertenze
Nel caso di trattamenti cronici (avvero trattamenti che si prolungano oltre le due settimane) si consiglia un adeguato monitoraggio delle funzioni epatica e renale, nonché controlli della crasi ematica.
Nei soggetti affetti da insufficienza renale grave (clearance della creatinina <20 ml/min) si raccomanda particolare cautela nell'impiego del farmaco.